# Howeobolus insularum
Howeobolus insularum är en mångfotingart som beskrevs av Karl Wilhelm Verhoeff 1928. Howeobolus insularum ingår i släktet Howeobolus och familjen slitsdubbelfotingar. Inga underarter finns listade i Catalogue of Life.